# Sutton-on-Trent
Sutton-on-Trent est une paroisse civile et un village du Nottinghamshire, en Angleterre.